# Camerún en la Copa Mundial de Fútbol de 2010
La Selección de Camerún fue uno de los 32 equipos participantes de la Copa Mundial de Fútbol de 2010, que se realizó en Sudáfrica.
Camerún llegaba a suelo sudafricano con un gran apoyo, siendo uno de los equipos más fuertes en África liderados por Samuel Eto'o reciente campeón de la Liga de Campeones de Europa de la UEFA, con el Inter de Milán y la Serie A, pero su desempeño no fue el esperado. 
En la primera fase durante su primer partido jugaron bien en un compromiso muy cerrado contra Japón pero varios errores en la defensa permitieron que el nipón Keisuke Honda colocara el marcador a favor de los japoneses poco antes del descanso. En el segundo tiempo un Camerún torpe no pudo revertir el marcador. En el segundo juego contra Dinamarca comenzaron ganando con un gol de Eto'o, pero de nuevo los errores defensivos permitieron que Nicklas Bendtner anotará a pocos minutos del medio tiempo. En el tiempo suplementario Dennis Rommedahl a los 61' pondría la pizarra a favor de Dinamarca eliminando a Camerún a falta de un partido. Ya eliminado enfrentaría a los Países Bajos y se despediría de tierras mundialistas perdiendo 2-1 a pesar de dominar casi todo el segundo tiempo, así Camerún se iría eliminado siendo una de las decepciones del torneo
Entre sus jugadores destacan figuras como Samuel Eto'o, Geremi Njitap, Idriss Carlos Kameni, Alexandre Song y Achille Emana bajo la conducción técnica del entrenador Paul Le Guen.
Se despidió del mundial perdiendo todos sus partidos.

## Clasificación
Camerún comenzó su proceso clasificatorio en la primera fase de grupos, siendo ubicada en el Grupo 1. Luego de quedar en la primera posición, la selección de Camerún se clasificó para disputar la segunda fase de grupos en el año 2009.

### Primera fase de grupos

#### Grupo 1
| Equipo     | Pts | PJ | PG | PE | PP | GF | GC | Dif |
| ---------- | --- | -- | -- | -- | -- | -- | -- | --- |
| Camerún    | 16  | 6  | 5  | 1  | 0  | 14 | 2  | 12  |
| Cabo Verde | 9   | 6  | 3  | 0  | 3  | 7  | 8  | -1  |
| Tanzania   | 8   | 6  | 2  | 2  | 2  | 9  | 6  | 3   |
| Mauricio   | 1   | 6  | 0  | 1  | 5  | 3  | 17 | -14 |

| Fecha                   | Lugar         |            |  | Resultado |  |            |
| ----------------------- | ------------- | ---------- |  | --------- |  | ---------- |
| 31 de mayo de 2008      | Yaundé        | Camerún    |  | 2:0 (1:0) |  | Cabo Verde |
| 8 de junio de 2008      | Curepipe      | Mauricio   |  | 0:3 (0:2) |  | Camerún    |
| 14 de junio de 2008     | Dar es Salaam | Tanzania   |  | 0:0       |  | Camerún    |
| 21 de junio de 2008     | Yaundé        | Camerún    |  | 2:1 (0:0) |  | Tanzania   |
| 6 de septiembre de 2008 | Praia         | Cabo Verde |  | 1:2 (1:0) |  | Camerún    |
| 11 de octubre de 2008   | Yaundé        | Camerún    |  | 5:0 (1:0) |  | Mauricio   |

### Segunda fase de grupos
Luego del primer lugar en el Grupo 1 de la primera fase de grupos, Camerún jugó en el grupo A de la segunda fase, clasificando en la última fecha a la Copa Mundial de Fútbol.

#### Grupo A
| Equipo    | Pts | PJ | PG | PE | PP | GF | GC | Dif |
| --------- | --- | -- | -- | -- | -- | -- | -- | --- |
| Camerún   | 13  | 6  | 4  | 1  | 1  | 9  | 2  | 7   |
| Gabón     | 9   | 6  | 3  | 0  | 3  | 9  | 7  | 2   |
| Togo      | 8   | 6  | 2  | 2  | 2  | 3  | 7  | -4  |
| Marruecos | 3   | 6  | 0  | 3  | 3  | 3  | 8  | -5  |

| Fecha                   | Lugar        |           |                      | Resultado                                                           |                      |           |
| ----------------------- | ------------ | --------- | -------------------- | ------------------------------------------------------------------- | -------------------- | --------- |
| 28 de marzo de 2009     | Acra (Ghana) | Togo      | Bandera de Togo      | 1:0 (1:0) Archivado el 30 de marzo de 2009 en Wayback Machine.      | Bandera de Camerún   | Camerún   |
| 7 de junio de 2009      | Yaundé       | Camerún   | Bandera de Camerún   | 0:0 Archivado el 11 de junio de 2009 en Wayback Machine.            | Bandera de Marruecos | Marruecos |
| 5 de septiembre de 2009 | Libreville   | Gabón     | Bandera de Gabón     | 0:2 (0:0) Archivado el 8 de septiembre de 2009 en Wayback Machine.  | Bandera de Camerún   | Camerún   |
| 9 de septiembre de 2009 | Yaundé       | Camerún   | Bandera de Camerún   | 2:1 (1:0) Archivado el 10 de septiembre de 2009 en Wayback Machine. | Bandera de Gabón     | Gabón     |
| 10 de octubre de 2009   | Yaundé       | Camerún   | Bandera de Camerún   | 3:0 (1:0) Archivado el 13 de octubre de 2009 en Wayback Machine.    | Bandera de Togo      | Togo      |
| 14 de noviembre de 2009 | Fes          | Marruecos | Bandera de Marruecos | 0:2 (0:1) Archivado el 17 de noviembre de 2009 en Wayback Machine.  | Bandera de Camerún   | Camerún   |

## Jugadores
| #     | Nombre                   | Posición       | Edad | PJ Sel | Club                  |
| ----- | ------------------------ | -------------- | ---- | ------ | --------------------- |
| 1     | Carlos Idriss Kameni     | Portero        | 26   | 55     | RCD Español           |
| 2     | Benoît Assou-Ekotto      | Defensa        | 26   | 8      | Tottenham Hotspur     |
| 3     | Nicolas N'Koulou         | Defensa        | 20   | 16     | AS Monaco             |
| 4     | Rigobert Song            | Defensa        | 33   | 136    | Trabzonspor           |
| 5     | Sébastien Bassong        | Defensa        | 23   | 6      | Tottenham Hotspur     |
| 6     | Alexandre Song           | Centrocampista | 22   | 23     | Arsenal FC            |
| 7     | Landry N'Guémo (†)       | Centrocampista | 24   | 7      | As Nancy              |
| 8     | Geremi Njitap            | Defensa        | 31   | 114    | Ankaragücü            |
| 9     | Samuel Eto'o             | Delantero      | 29   | 92     | Inter de Milán        |
| 10    | Achille Emana            | Delantero      | 28   | 34     | Real Betis            |
| 11    | Jean II Makoun           | Centrocampista | 27   | 50     | Olympique de Lyon     |
| 12    | Gaëtan Bong              | Defensa        | 22   | 1      | Valenciennes FC       |
| 13    | Eric Maxim Choupo-Moting | Delantero      | 21   | 1      | Nuremberg             |
| 14    | Aurélien Chedjou         | Defensa        | 24   | 9      | Lille OSC             |
| 15    | Pierre Webó              | Delantero      | 28   | 41     | Real Mallorca         |
| 16    | Souleymanou Hamidou      | Portero        | 36   | 21     | Kayserispor           |
| 17    | Mohammadou Idrissou      | Delantero      | 30   | 30     | Freiburgo             |
| 18    | Eyong Enoh               | Centrocampista | 24   | 12     | Ajax Ámsterdam        |
| 19    | Stéphane Mbia            | Defensa        | 24   | 30     | Olympique de Marsella |
| 20    | Georges Mandjeck         | Centrocampista | 21   | 6      | Kaiserslautern        |
| 21    | Joel Matip               | Centrocampista | 18   | 3      | FC Schalke 04         |
| 22    | Guy N'dy Assembé         | Portero        | 24   | 1      | Valenciennes FC       |
| 23    | Vincent Aboubakar        | Delantero      | 18   | 1      | Coton Sport           |
| D. T. | Paul Le Guen             |                |      |        |                       |

## Participación

### Grupo E
| Equipo       | Pts | PJ | PG | PE | PP | GF | GC | Dif |
| ------------ | --- | -- | -- | -- | -- | -- | -- | --- |
| Países Bajos | 9   | 3  | 3  | 0  | 0  | 5  | 1  | 4   |
| Japón        | 6   | 3  | 2  | 0  | 1  | 4  | 2  | 2   |
| Dinamarca    | 3   | 3  | 1  | 0  | 2  | 3  | 6  | -3  |
| Camerún      | 0   | 3  | 0  | 0  | 3  | 2  | 5  | -3  |

- Nota: La hora mostrada corresponde a la hora local de Sudáfrica (UTC+2).

| 14 de junio de 2010, 16:00 | Japón     | 1:0 (1:0) | Camerún | Estadio Free State, Bloemfontein                                            |                                                                             |
|                            | Honda 38' | Reporte   |         | Asistencia: 30.620 espectadores Árbitro(s): Olegário Benquerença (Portugal) | Asistencia: 30.620 espectadores Árbitro(s): Olegário Benquerença (Portugal) |

| 19 de junio de 2010, 20:30 | Camerún  | 1:2 (1:2) | Dinamarca                    | Estadio Loftus Versfeld, Pretoria                                     |                                                                       |
|                            | Eto'o 9' | Reporte   | Bendtner 32' · Rommedahl 60' | Asistencia: 38.704 espectadores Árbitro(s): Jorge Larrionda (Uruguay) | Asistencia: 38.704 espectadores Árbitro(s): Jorge Larrionda (Uruguay) |

| 24 de junio de 2010, 20:30 | Camerún          | 1:2 (0:1) | Países Bajos                   | Estadio Green Point, Ciudad del Cabo                           |                                                                |
|                            | Eto'o 64' (pen.) | Reporte   | van Persie 35' · Huntelaar 82' | Asistencia: 63.093 espectadores Árbitro(s): Pablo Pozo (Chile) | Asistencia: 63.093 espectadores Árbitro(s): Pablo Pozo (Chile) |